# Dorothee Piermont
Dorothee Piermont (ur. 27 lutego 1943 w Strasburgu) – niemiecka polityk, filolog i nauczycielka akademicka, w latach 1984–1987 i 1989–1994 posłanka do Parlamentu Europejskiego II i III kadencji.

## Życiorys
Po uzyskaniu matury do 1966 studiowała filologię francuską i włoską, a także muzykologię. Obroniła doktorat z zakresu nauk filologicznych, następnie pracowała jako nauczycielka akademicka, m.in. na Université de Paris III i Uniwersytecie w Bielefeld. Była konsultantką Konferencji Rektorów Niemiec Zachodnich, później została współwłaścicielką księgarni w Offenburgu specjalizującej się w literaturze francuskiej. Ma jednego syna.
Początkowo współpracowała z francuską Zjednoczoną Partią Socjalistyczną, pod koniec lat 70. również z Mouvement de Libération des Femmes i organizacjami antymilitarnymi. Działała również w Bielefeld w ruchach uniwersyteckich. Zorganizowała w Nowym Jorku pierwszą światową konferencję pod nazwą Radiation Victims Conference. Uczestniczyła w protestach antynuklearnych, m.in. w Polinezji Francuskiej i na Nowej Kaledonii. W związku z tym Francja wydała wobec niej zakaz wstępu na te terytoria, co w 1995 zostało uznane przez Europejski Trybunał Praw Człowieka za naruszenie prawa do zgromadzeń i wolności słowa.
W lutym 1983 dołączyła do ugrupowania Zielonych. W 1984 z powodzeniem kandydowała do Parlamentu Europejskiego, z mandatu europosłanki zrezygnowała 28 lutego 1987 (zgodnie z przyjętą przez część środowiska Zielonych rotacyjnością). W 1989 uzyskała reelekcję, zasiadając wówczas w PE pełną kadencję. W II kadencji należała do regionalistycznej Grupy Tęcza; później od lipca do września 1989 do grupy zielonych, po czym powróciła do Grupy Tęcza (w krajowym ugrupowaniu Zielonych pozostała do końca kadencji i opuściła je w latach 90.). Dołączyła m.in. do Komisji ds. Kwestii Politycznych oraz Komisji ds. Swobód Obywatelskich i Spraw Wewnętrznych. W 1989 podpisała deklarację solidarności z uwięzionymi członkami Frakcji Czerwonej Armii. Po zakończeniu kariery politycznej powróciła do prowadzenia antykwariatu. W 1998 bez powodzenia kandydowała do Bundestagu z listy PDS jako bezpartyjna.